# ピョートル・リャザーノフ
ピョートル・ボリソヴィチ・リャザーノフ（ロシア語: Пётр Борисович Рязанов、英語: Pyotr Borisovich Ryazanov, 1899年10月21日 – 1942年10月11日）はソビエト連邦の作曲家・音楽学者・教育者。民謡の研究で知られている。

## 経歴
1899年、ナルヴァにて音楽家の家庭に生まれる。ペトログラード音楽院に入学して作曲をニコライ・ソコロフとアレクサンドル・ジトミルスキーに、管弦楽法をマクシミリアン・シテインベルクに、フーガをレオニード・ニコラーエフに師事。
1925年より音楽院の教壇に立ち、門下よりゲオルギー・スヴィリードフやアンドリア・バランチヴァーゼ、ニキータ・ボゴスロフスキー、アレクシー・マチャヴァリアーニ、アナトーリー・ノヴィコフ、ワシーリー・ソロヴィヨフ＝セドイ、オレスト・イェヴラホフ、ボリス・マイゼリ、イワン・ジェルジンスキーらを輩出した。第2次世界大戦中はレニングラード攻囲に際してタシケントに疎開し、チフス熱によりトビリシにて他界した。